# 齒緣癩頸龜屬
齒緣癩頸龜屬（Elseya）是蛇頸龜科下的一個屬，該屬的龜發現於澳大利亞北部及東北部以及新幾內亞的河流中。 它們的嘴部構造特殊並有齒槽。 其模式種為齒緣癩頸龜。

## 分類學
齒緣癩頸龜屬下有8種：
- 齒緣癩頸龜（ Elseya dentata  Gray, 1863[4]）
- 布氏癩頸龜（Elseya branderhorsti  Ouwens, 1914[5]）
- 歐文癩頸龜（Elseya irwini Cann, 1997[6]）
- 拉氏癞颈龟（Elseya lavarackorum  White & Archer, 1994[7] ）
- 白喉癞颈龟（ Elseya albagula  Thomson, Georges & Limpus, 2006[2]）
- 新几内亚癞颈龟（Elseya novaeguineae Meyer, 1874.[8]）新幾內亞癩頸龜曾在2010年被重新劃分到寬胸癩頸龜屬下，[9] 但是不久被移回。舒氏癩頸龜（Elseya schultzei Vogt, 1911）[10] 是新幾內亞癩頸龜的亞種。[11]
- † Elseya nadibajagu  Thomson & Mackness, 1999[12]
- †Elseya uberima  De Vis, 1897[13]

## 外部連結
- Gondwanan Turtle Site （页面存档备份，存于）